# Abzugsverfahren für ausländische Einkünfte
Das Abzugsverfahren für ausländische Einkünfte (oder die Abzugsmethode) ist in der Steuerlehre ein Abzugsverfahren zur Vermeidung einer Doppelbesteuerung. Beim Abzugsverfahren zieht man bei der Ermittlung des Gesamtbetrags der Einkünfte die ausländische Einkommensteuer wie Werbungskosten ab. Die so verminderten Einkünfte fließen in die Ermittlung der deutschen Einkommensteuer ein (§ 34c Abs. 2 bis 3 EStG).

## Voraussetzungen
Das Abzugsverfahren wird auf Antrag angewendet, wenn kein Doppelbesteuerungsabkommen (DBA) vorliegt oder wenn ein DBA es für die betreffenden Einkünfte vorsieht. Andernfalls werden ausländische Steuern nach der Anrechnungsmethode behandelt.
Dieses Wahlrecht ist 1980 eingeführt worden, weil die Anrechnungsmethode in bestimmten Fällen zu unbefriedigenden Ergebnissen führen kann, insbesondere wenn die ausländische Steuer höher ist als die deutsche Einkommensteuer. Die Anrechnung einer ausländischen Steuer ist nämlich auf die anteilige deutsche Steuer begrenzt, die auf die ausländischen Einkünfte entfällt. Beim Abzugsverfahren ist dagegen der Abzug ausländischer Steuern unbegrenzt.

## Höchstauswirkung
Die ausländischen Einkünfte werden bei Anwendung der Abzugsmethode höchstens mit dem persönlichen Steuersatz entlastet.

## Beispiele
Ausländische Einkünfte 1.000 €; darauf entrichtete ausländische Steuer 300 €.
Beim Abzugsverfahren werden von diesen 1.000 € Einkünften die Steuer von 300 € abgezogen. Der deutschen Einkommensteuer unterliegen danach nur 700 €.

### Beispiel 1: deutsche Steuer höher
Steuersatz in Deutschland: 42 %, Steuer für 1000 € deutsche Einkünfte also 420 €.
Infolge Abzugsverfahren beträgt die deutsche Einkommensteuer 42 % von 700 € von = 294 €. 
Die Gesamtbelastung der ausländischen Einkünfte beträgt danach (300 € ausländische Steuer + 294 € deutsche Steuer =) 594 € Gesamtsteuer.
Die Entlastung beträgt in diesem Fall (420 € - 294 € =) 126 €, dies entspricht dem persönlichen Steuersatz (hier 42 %) auf die entrichtete ausländische Steuer (300 € × 42 % =) 126 €.
Zu prüfen ist hier immer, ob nicht die Anrechnungsmethode ein besseres Ergebnis liefert.

### Beispiel 2: deutsche Steuer niedriger
Steuersatz in Deutschland: 25 %, Steuer für 1000 € deutsche Einkünfte also 250 €.
Infolge Abzugsverfahren beträgt die deutsche Einkommensteuer 25 % von 700 € = 175 €. 
Die Gesamtbelastung der ausländischen Einkünfte beträgt danach (300 € ausländische Steuer + 175 € inländische Steuer =) 475 € Gesamtsteuer.
Die Entlastung beträgt in diesem Fall (250 € - 175 € =) 75 €, dies entspricht dem persönlichen Steuersatz (hier 25 %) auf die entrichtete ausländische Steuer (300 € × 25 % =) 75 €.
Zu prüfen ist hier immer ob nicht die Anrechnungsmethode ein besseres Ergebnis liefert.

### Beispiel 3: keine deutsche Steuer
Falls in Deutschland wegen niedriger Einkünfte keine Steuer anfällt, beträgt die Gesamtbelastung nur noch (300 € + 0 € =) 300 €.
Die Entlastung beträgt in diesem Fall (0 € - 0 € =) 0 €, dies entspricht dem persönlichen Steuersatz (hier 0 %) auf die entrichtete ausländische Steuer (300 € × 0 % =) 0 €.
Diese Variante kann Sinn ergeben, wenn eine Steuerentlastung im aktuellen Veranlagungszeitraum nicht erreicht werden kann, jedoch ein Verlustvortrag vergrößert werden kann, was zu einer höheren Steuerentlastung in anderen Jahren führen kann.
Der Abzug ist auch dann sinnvoll, wenn in Deutschland deswegen keine Steuer auf die entsprechenden Einkünfte anfällt, weil sich nach deutschem Steuerrecht ein Verlust ergibt, nach ausländischem Recht jedoch aufgrund abweichender Vorschriften zur Ermittlung ein Gewinn und entsprechend hierauf Steuer anfällt.